# キャンピージ・マアフ
キャンピージ・マアフ（Campese Ma'afu、1984年12月19日 - ）は、フィジーのラグビー選手。

## プロフィール
- オーストラリア・シドニー出身。
- ポジションはプロップ(PR)。
- 身長 184cm、体重 118kg
- ニックネームはCampo[1]。
- フィジー代表キャップは62（2020年7月現在）でラグビーワールドカップ2011・ラグビーワールドカップ2015・ラグビーワールドカップ2019のフィジー代表に選ばれた[2]。
- バーバリアンズに選ばれたことがある[3]。

## 略歴
ウェストハーバー、カーディフ・ブルーズ、ノッティンガムRFC、プロヴァンス、ノーサンプトン・セインツを経て、2018年、レスター・タイガースに加入。